# Ayuntamiento de Paterson
El ayuntamiento de Paterson está ubicado en 155 Market Street en Paterson, condado de Passaic, Nueva Jersey. En una cuadra en el centro de Paterson bordeado por Market Street al norte, Colt Street al este, Ellison Street al sur y Washington Street al oeste. Se agregó al Registro Nacional de Lugares Históricos el 10 de marzo de 1995 por su importancia en arquitectura, política/gobierno y planificación y desarrollo comunitario.

## Historia

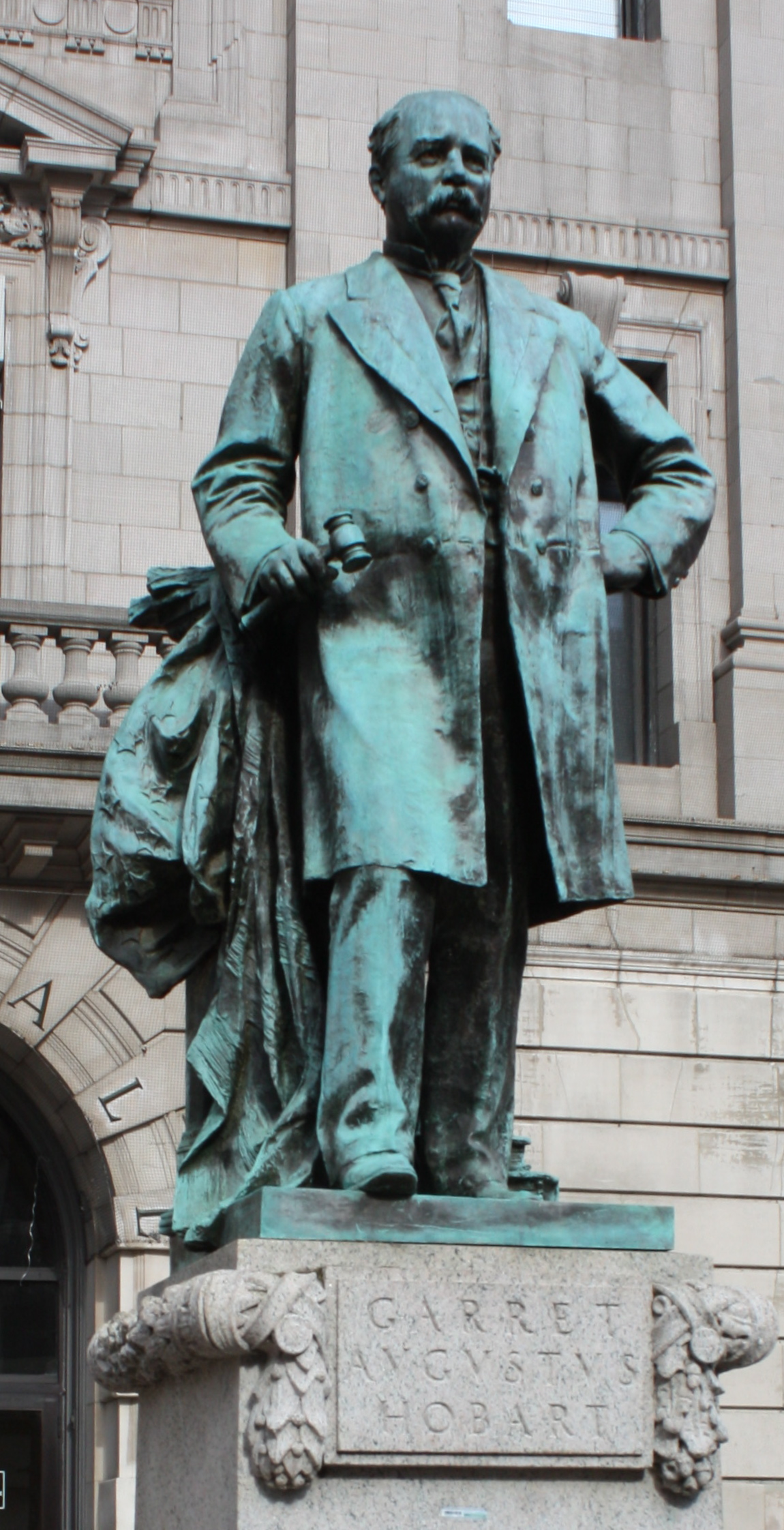
Frente al ayuntamiento, la estatua de Garret Hobart, 24º vicepresidente de los EE. UU. y famoso hijo de Paterson

Fue construido en 1896 para conmemorar el centenario de la ciudad.  Fue diseñado por la firma neoyorquina Carrere and Hastings en 1894, y sigue el modelo del Hôtel de Ville (ayuntamiento) de Lyon, Francia, capital de la industria de la seda en Europa. Hay tres estatuas de figuras políticas de Paterson fuera del lado del edificio de Market Street. Uno, que se encuentra junto a la esquina de Market Street y Washington Street, honra al empresario y filántropo Nathan Barnert, quien fue elegido alcalde dos veces. Otro, que se encuentra junto a la esquina de Market Street y Colt Street, honra al médico Andrew McBride, quien fue elegido un total de tres veces para el cargo de alcalde. El tercero, centrado entre los dos y frente a la entrada del edificio, honra al exvicepresidente de los Estados Unidos Garret Hobart, quien se instaló en Paterson luego de graduarse de Rutgers College y se convirtió en uno de sus líderes políticos más poderosos antes. su elección como primer vicepresidente de William McKinley.